# Кирхдорф (тип населённого пункта)

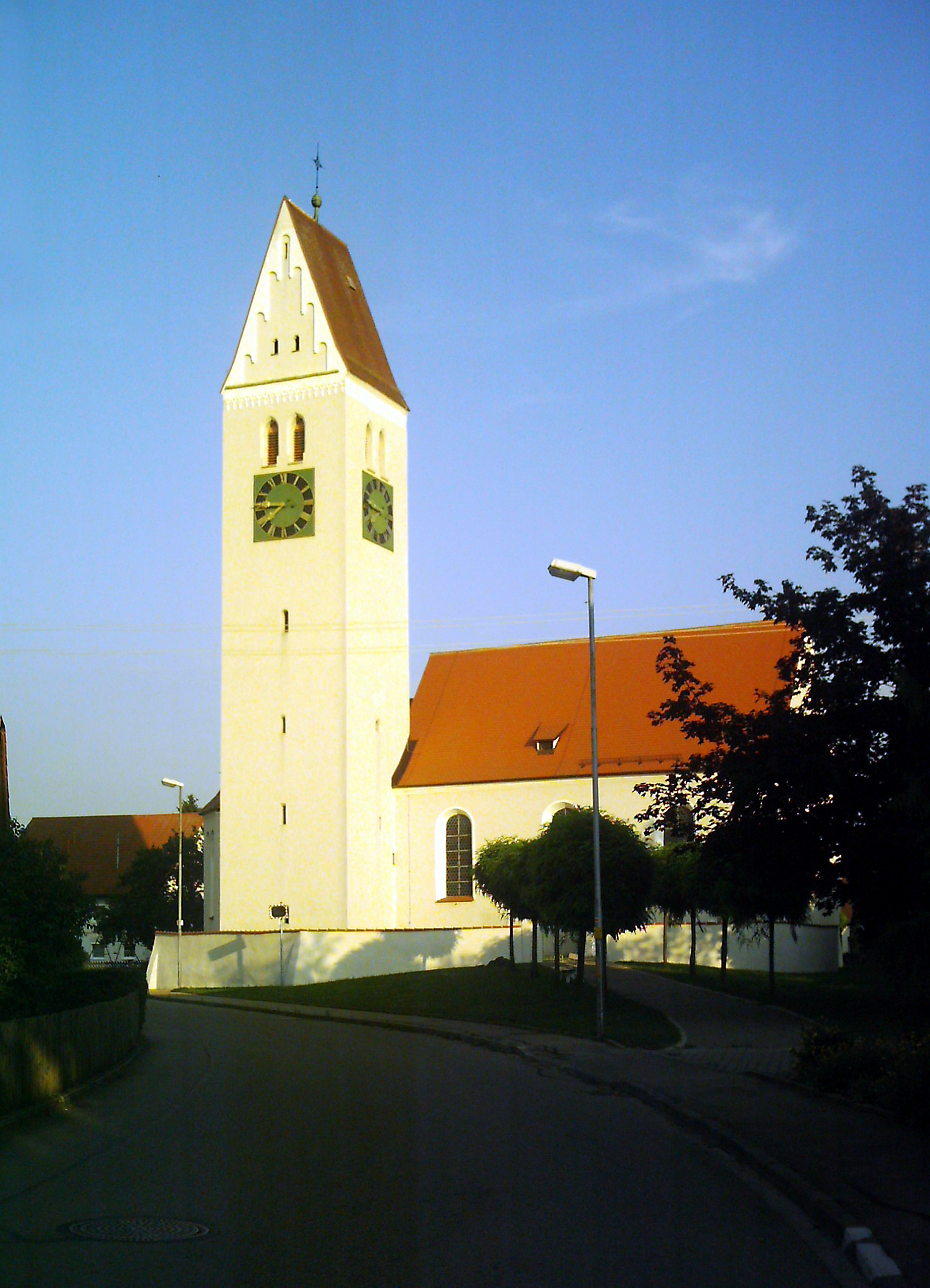
Римско-католическая приходская церковь Святого Блеза (Кирхдорф-ан-дер-Иллер)

Кирхдорф (нем. Kirchdorf), произношениео файле — населённый пункт (нем. Ort), имеющий  церковь с регулярными богослужениями, которые проводит приглашённый священник. Это также место приходского духовника (нем. Pfarrer), тогда он является:
- церковным приходом (нем. Pfarrdorf);
- юридическим и религиозным центром (возможно, состоящий из нескольких деревень с филиалами) политической или приходской общины.[1]

Название Кирхдорф является историческим и в настоящее время применяется в районах, где много разбросанных поселений. Это особенно заметно по восточной части Франконии, где очень много мелких поселений, сформировавшихся ещё в средневековье и обычно состоящих из 3–10 домов.

## История
Приблизительно с XI века большие сёла (нем. Dörfer) в основном  развивались только за счет увеличения числа переселенцев. Основание некоторых из них было инициировано королями, герцогами или богатыми благородными семействами, а также помещиками. Их мотивация была и религиозная (обеспечение их собственного спасения), и политическая. Возникнув в XII—XIV веках, в каждой из таких многочисленных деревень с церквями было примерно от 100 до 200 жителей. В те времена Кирхдорф — статус-кво для юридического признания многочисленных частных церквей помещиков с целью получения привилегированного положения (нем. „privilegierten Stätte“). В малонаселенных районах они могли быть даже очень большими приходами (нем. Pfarre) с духовным благополучием (нем. seelsorglichen) и пастырской заботой о пастве.
В настоящее время в европейских странах и США название Кирхдорф присутствует и ассоциируется со многими географическими названиями (Kirchdorf, Kirchendorf, Churchtown).

## Внешние ссылки
- "Привилегированное место" Альтенштат 1139 / Байройт „privilegierte Stätte“ Altenstat 1139/ Bayreuth (нем.)
- Приходы и церкви в Герольсбах с топографическими заметками Pfarr- und Kirchdörfer in Gerolsbach, und topografische Erläuterungen  (нем.)
- Истоки из Гельзенкирхена 1073-1298 Ursprünge von Gelsenkirchen 1073-1298  (нем.)
- Померания, градостроительство в 1250 году Pantlitz/Vorpommern, Ortsplanung um 1250  (нем.)